# David Concha Salas
David Concha Salas   (Santander, 20 de novembre de 1996) és un futbolista espanyol que juga com a davanter al Gimnàstic de Tarragona a la Primera Federació.

## Trajectòria
Es va formar a les categories inferiors del Marina Sport de Soto de la Marina, on va residir des de la seva infantesa, i d'allà va passar a la cantera del Racing de Santander. A la temporada 2013-14 va debutar amb el primer equip.
A juliol de 2015 va firmar amb la Real Sociedad un contracte de cinc anys de durada. El jugador fitxat per la Real a l'estiu vingut del Racing de Santander va jugar la temporada 2015-16 cedit al Numancia. A gener de 2019 va tornar a ser cedit per un any al Gamba Osaka.
El 24 de febrer de 2020 va fitxar pel C.D. Badajoz com a agent lliure després d'haver rescindit del seu contracte amb la Reial Societat uns dies abans. Un cop va finalitzar la seva etapa a aquest club la temporada 2021-22, va tornar a sortir d'Espanya per jugar al Hammarby IF. Aquest va ser l'últim equip al que va jugar abans d'anunciar la seva retirada a gener de 2023 amb 26 anys. Tanmateix, a juliol d'aquell mateix any, va reprendre la seva carrera esportiva després de firmar per una temporada, més un altre opcional, amb el Gimnàstic de Tarragona.

## Clubs
| Club                          | Any               |
| ----------------------------- | ----------------- |
| Real Racing Club de Santander | 2014 - 2015       |
| Reial Societat                | 2015 - 2018       |
| C.D. Numancia (cedit)         | 2015 - 2016       |
| F.C. Barcelona "B" (cedit)    | 2017 - 2018       |
| Real Sociedad "B"             | 2018 - 2020       |
| Gamba Osaka (cedit)           | 2019 - 2020       |
| C.D. Badajoz                  | 2020 - 2022       |
| Hammarby IF                   | 2022 - 2023       |
| Gimnàstic de Tarragona        | 2023 - Actualitat |